# 紀元前91年
紀元前91年（きげんぜん91ねん）は、ローマ暦の年である。

## 他の紀年法
- 干支 : 庚寅
- 日本
  - 崇神天皇7年
  - 皇紀570年
- 中国
  - 前漢 : 征和2年
- 朝鮮
  - 檀紀2243年
- 仏滅紀元 : 454年
- ユダヤ暦 : 3670年 - 3671年

## できごと

### ローマ
- 執政官 - セクストゥス・ユリウス・カエサルとルキウス・マルキウス・ピリップス
- 護民官マルクス・リウィウス・ドルススは、ローマ市民権を他のイタリアの街にも広げることを提案したが、暗殺され、後のローマ内戦に繋がった。

### アジア
- 漢の劉拠が父である武帝に対して反乱を起こした。反乱が失敗に終わると自殺した（巫蠱の禍）。
- 司馬遷による『史記』が完成した。

### 日本
- 崇神天皇7年
  - 2月、大物主神が倭迹迹日百襲姫命に託宣。
  - 8月、倭迹速神浅茅原目妙姫・大水口宿禰（穂積臣遠祖）・伊勢麻績君の3人がともに同じ託宣を受けた。
  - 11月、夢の通りに大田田根子を大物主神（大神神社）の神主とし、市磯長尾市（いちしのながおち）を倭大国魂神（大和神社）の神主とした。また八十万の群神を祭り、天津神・国津神の社を定めた。すると疫病は終息し五穀豊穣となった[1]。
  - 白山比咩神社が舟岡山に創建される[2]。

## 誕生
- 宣帝

## 死去
- ニコメデス2世
- マルクス・リウィウス・ドルスス
- ルキウス・リキニウス・クラッスス
- 劉拠
- 衛子夫